# 남수오미주

남수오미 주의 문장

남수오미 주의 위치

남수오미주(핀란드어: Etelä-Suomen lääni, 스웨덴어: Södra Finlands län)는 1997년부터 2010년까지 핀란드에 존재했던 주로, 주도는 헤멘린나이며 면적은 34,378km2, 인구는 2,095,416명(2002년 기준), 인구 밀도는 61명/km2이었다. 동수오미 주와 서수오미 주, 핀란드만과 인접해 있었으며 러시아와 국경을 접하고 있었다.
1997년 9월 1일 행정 구역 개편 당시에 우시마 주와 퀴미 주, 해메 주 남부를 합병하여 신설되었으며 2010년 1월 1일 행정 구역 개편으로 인해 폐지되었다.

## 지역
남수오미 주는 다음과 같이 6개 지역으로 나뉘었다.
- 남카리알라 지역 (Etelä-Karjalan maakunta)
- 페이예트헤메 지역 (Päijät-Hämeen maakunta)
- 칸타헤메 지역 (Kanta-Hämeen maakunta)
- 우시마 지역 (Uudenmaan maakunta)
- 동우시마 지역 (Itä-Uudenmaan maakunta)
- 퀴멘락소 지역 (Kymenlaakson maakunta)